# فوينديخالون
بلدية فوينديخالون (بالإسبانية: Fuendejalón) هي بلدية تقع في مقاطعة سرقسطة التابعة لمنطقة أراغون شمال شرق إسبانيا.

## الديموغرافيا
بلغ عدد سكان بلدية فوينديخالون 979 نسمة عام 2011 (وفقاً للمعهد الوطني الإسباني للإحصاء).
| 935 | 891 | 820 | 750 | 868 | 969 | 979 |